# Adolphe Cauderon
Pour l’article homonyme, voir André Cauderon.
Adolphe Cauderon, né le 26 décembre 1870 à Vic-Fezensac (Gers) et mort le 18 mars 1944 à Arcachon (Gironde), est un homme politique français.
Industriel à Bordeaux, il est député de la Gironde de 1924 à 1928, siégeant sur les bancs radicaux. Il préside la fédération radicale de la Gironde. Il est le premier adjoint d'Adrien Marquet, à la mairie de Bordeaux, en 1925.

### Sources
- « Adolphe Cauderon », dans le Dictionnaire des parlementaires français (1889-1940), sous la direction de Jean Jolly, PUF, 1960 [détail de l’édition]